# Festes de l'Apòstol Santiago

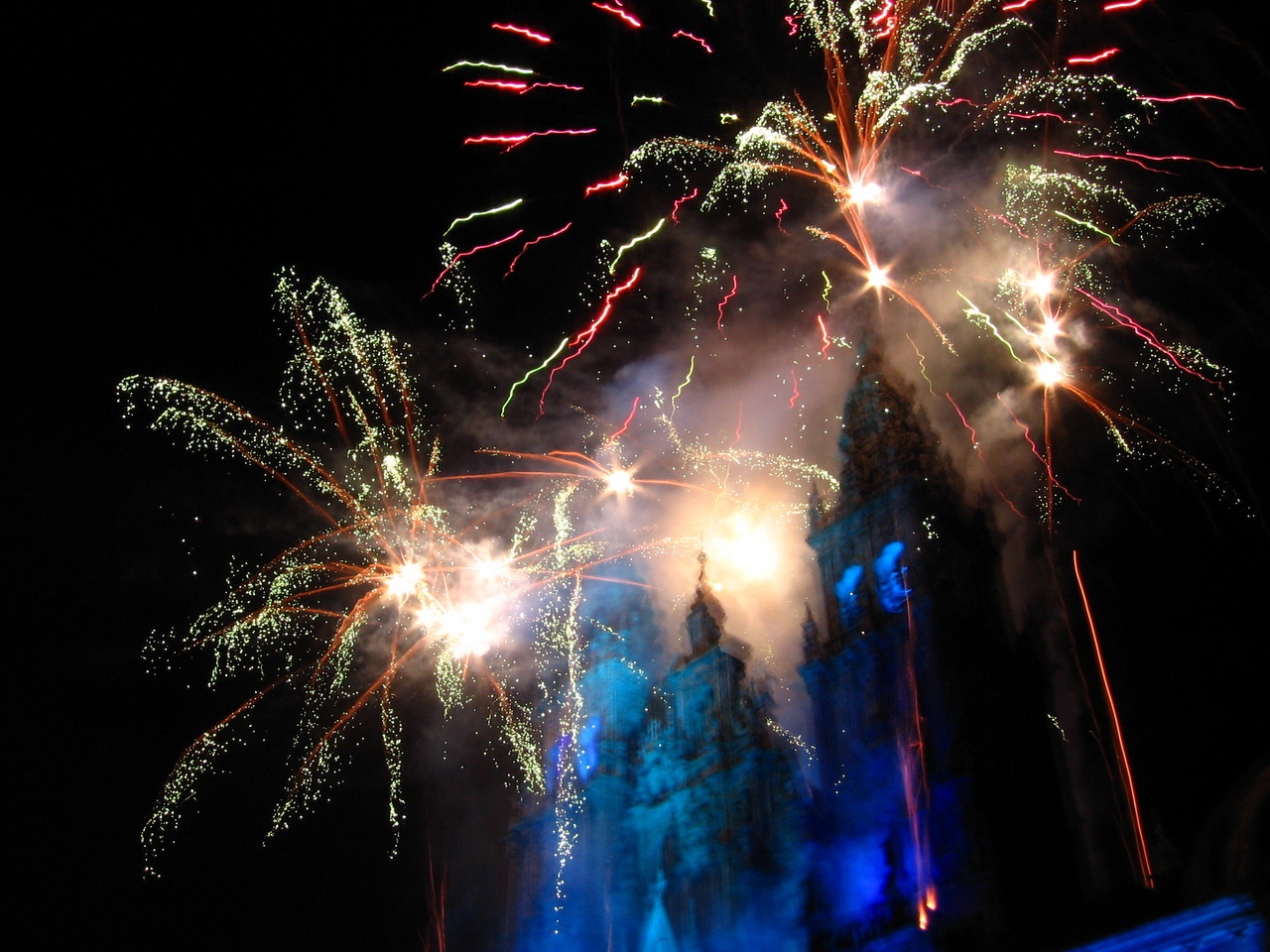
Focs de l'Apòstol.

Les festes de l'Apòstol Santiago (en gallec: Festas do Apóstolo Santiago) se celebren durant la segona quinzena del mes de juliol a Santiago de Compostel·la.
Giren al voltant del 25 de juliol, festivitat catòlica de Jaume el Major, i Dia Nacional de Galícia. En elles se celebren actes religiosos i el 24 de juliol de nit es llencen focs artificials des de la catedral. Estan declarades festes d'interès turístic internacional.